# The Mollusk
The Mollusk — шестой студийный альбом американской рок-группы Ween. Он был выпущен 24 июня 1997 года лейблом Elektra Records. Это многожанровый концептуальный альбом с мрачной морской тематикой, в котором несколько песен содержат элементы психоделии и морских шанти, а также сильное влияние прогрессивного рока. Дин Уин описал альбом как «единственную запись, в которой я когда-либо был действительно уверен» и «мою любимую запись из всех, что мы когда-либо делали». Джин Уин поддержал это мнение, сказав: «The Mollusk, вероятно, моя любимая запись, в конце концов».
Песни из альбома использованы в телесериале «Губка Боб Квадратные Штаны» и мульфильме «Губка Боб Квадратные Штаны: Фильм».

## Запись и релиз
После записи альбома Chocolate and Cheese в 1994 году в профессиональной студии, Джин и Дин Уин решили вернуться к своему прежнему способу записи альбомов дома. В 1995 году они перевезли своё записывающее оборудование в арендованный дом на берегу моря в Холгейте, Нью-Джерси и оборудование и часть ранних материалов для альбома были почти утеряны, когда в доме, в котором никто не жил, прорвало водопроводную трубу. На этом этапе группа приостановила работу над альбомом и запланировала запись альбома 12 Golden Country Greats 1996 года в Нэшвилле. После записи 12 Golden Country Greats в 1995 году, его выпуска и гастролей в его поддержку, Ween завершила запись остальных треков The Mollusk в различных местах в глубине страны. Альбом был сведён Эндрю Вайсом в студии Magic Shop в Нью-Йорке. Для микширования Вайс использовал винтажную консоль Neve и систему Digidesign Pro-Tools.

## Композиции
AllMusic назвал его ещё одним «многожанровым феерическим шоу», подобным Chocolate and Cheese, в отличие от 12 Golden Country Greats, который был сосредоточен на одном жанре. Альбом черпает вдохновение из кельтского рока, кантри, кау-панка, электроники, фолк-музыки XVII века, джаза, новой волны, прогрессивного рока, психоделии, панка, софт-рока, симфонического рока, мюзиклов, сёрф-рока и водевиля. В то время общее звучание альбома описывалось как «весёлые морские песни».

## Отзывы
| Оценки критиков               | Оценки критиков |
| Источник                      | Оценка          |
| ----------------------------- | --------------- |
| AllMusic                      | [ 5 ]           |
| Entertainment Weekly          | C               |
| OndaRock                      | 8.5/10          |
| Pitchfork                     | 9.7/10          |
| Rolling Stone                 | [ 13 ]          |
| The Rolling Stone Album Guide | [ 14 ]          |

Альбом получил в целом положительные отзывы от современных музыкальных критиков.
Сара Скрибнер из Los Angeles Times в 1997 году описала The Mollusk как «более попсовый, менее фрагментированный альбом». Роб Бруннер из Entertainment Weekly 27 июня 1997 года поставил ему оценку C. Он счёл его возвращением к прежнему звучанию группы и раскритиковал его «юность». Он сказал: «После странного отступления с легкомысленным альбомом 12 Golden Country Greats, эта альтернативная рок-комедия возвращается к глупостям прошлых альбомов о пригородных наркоманах с кассетными магнитофонами с альбомом The Mollusk». Дж. В. Лим из Associated Press написал в 1997 году, что «Ween возвращается к переходу между жанрами с альбомом The Mollusk». Он считал «Ocean Man» самым сильным треком в альбоме и описал «Pink Eye (On My Leg)» как песню, которая «могла бы стать темой для ситкома о межгалактическом спасателе и его космической собаке Спарки». 23 июня 1997 года Нева Чонин из Rolling Stone назвала «Mutilated Lips» самым забавным треком в альбоме и сказала: «Ween может быть странными, но они редко бывают странными дважды одним и тем же образом», добавив, что «скорее всего, на горизонте появится замечательный техно-альбом». В своей рецензии от 1 июля 1997 года Линн Геллар из журнала Bomb написала, что Ween — это как встретить на вечеринке человека, который «готов на все, чтобы рассмешить». Она добавила, что «тот факт, что они великолепные музыканты, способные переходить из одного жанра в другой с каждым альбомом, — это просто глазурь на сардоническом торте». В сентябре 1997 года Лиза Харвин из The Michigan Daily назвала его «ещё одной коллекцией странностей».
В своей рецензии от сентября 1997 года CMJ назвал альбом «искажённой пародией на поп-музыку», написав: «В альбоме The Mollusk братья Ween возвращаются от стиля Нэшвилла, представленного в 12 Golden Country Greats, к безопасности и комфорту своей гостиной, спальни, подвала или любого другого места, где они записывают свои песни, чтобы снова искусно и оскорбительно поработать над целым рядом жанров».

### Итоговые списки и признание
В 2017 году Consequence of Sound включил альбом в свой список 50 лучших альбомов 1997 года. Newsweek назвал The Mollusk 14-м лучшим альбомом 1997 года в 2017 году. В 2007 году журнал Impose включил его в список альбомов под названием «29 причин, по которым 1997 год превосходит 2007 год». Stereogum в ноябре 2012 года назвал его третьим лучшим альбомом Ween, уступившим только White Pepper и Quebec.
The Mollusk оказал непосредственное влияние на анимационный телесериал «Губка Боб Квадратные Штаны». Стивен Хилленбург, создатель сериала, связался с группой вскоре после выхода альбома и попросил их написать песню, которая позже стала «Loop de Loop» (в альбоме SpongeBob SquarePants: Original Theme Highlights). Трек «Ocean Man» звучит в титрах фильма «Губка Боб Квадратные Штаны: Фильм».
Курт Вайл назвал «Mutilated Lips» своей любимой песней всех времён и вспомнил, что альбом «поразил [его] воображение», когда он слушал его в подростковом возрасте.

## Список композиций
Слова и музыка всех песен — Gene Ween и Dean Ween.
| №                   | Название                          | Длительность |
| ------------------- | --------------------------------- | ------------ |
| 1.                  | «I'm Dancing in the Show Tonight» | 1:56         |
| 2.                  | «The Mollusk»                     | 2:37         |
| 3.                  | «Polka Dot Tail»                  | 3:20         |
| 4.                  | «I'll Be Your Jonny on the Spot»  | 2:01         |
| 5.                  | «Mutilated Lips»                  | 3:49         |
| 6.                  | «The Blarney Stone»               | 3:14         |
| 7.                  | «It's Gonna Be (Alright)»         | 3:19         |
| 8.                  | «The Golden Eel»                  | 4:04         |
| 9.                  | «Cold Blows the Wind»             | 4:28         |
| 10.                 | «Pink Eye (On My Leg)»            | 3:13         |
| 11.                 | «Waving My Dick in the Wind»      | 2:12         |
| 12.                 | «Buckingham Green»                | 3:19         |
| 13.                 | «Ocean Man»                       | 2:07         |
| 14.                 | «She Wanted to Leave»             | 4:26         |
| Общая длительность: | Общая длительность:               | 43:54        |

## Чарты
| Чарт (1997)                            | Высшая позиция |
| -------------------------------------- | -------------- |
| Австралия (ARIA)                       | 69             |
| США (Billboard 200)                    | 159            |
| США (Billboard Top Heatseekers Albums) | 5              |